# ثعلب سیاه
ثعلب سیاه فیلمی با بازی سوفیا لورن و آنتونی کویین در سال ۱۹۵۸ است.

## خلاصه داستان
رز بیانکو، بیوه گل فروش یکی از مشهورترین جنایتکاران است که پس از مرگ شوهرش برای ساعت های طولانی گلهای مصنوعی برای گذران زندگی خود و پسرش می سازد و بعضی ها گمان کردند که زندگی تجملی رز شوهرش را به سوی جنایت کشانده است و او را به خاطر مرگ شوهرش سرزنش می کنند.او به دنبال شادی و اینکه عشق هنوز وجود دارد با یک بیوه دیگر است.